# مونتجيرون
مونتجيرون (بالإنجليزية: Montgeron)‏ (النطق الفرنسي: [mɔ̃ʒ(ə)ʁɔ̃]) هي بلدية في الضواحي الجنوبية الشرقية لباريس، فرنسا. تقع في الجزء الشمالي الشرقي من مقاطعة إيسون. تقع على بعد 18.5 كم (11.5 ميل) من وسط باريس.
كان مقهى Au Reveil Matin الواقع في 22 شارع جان جوريس هو نقطة انطلاق أول سباق فرنسا للدراجات في عام 1903. وكان مونتجيرون أيضًا نقطة انطلاق المرحلة الحادية والعشرين (والأخيرة) من سباق فرنسا للدراجات لعام 2017.

## وصلات خارجية
- الموقع الرسمي